# Список депутатов Верховного Совета СССР 10-го созыва
Верховный совет СССР X созыва был избран 4 марта 1979, заседал с 1979 по 1984. Состав: 1500 депутатов — 750 в Совете Союза и 750 в Совете Национальностей.

## Статистический анализ
Среди депутатов — представители 61 национальности. 831 депутат (55,4 %) был избран в Верховный Совет СССР впервые. 487 депутатов — женщины (247 — в Совете Национальностей и 240 — в Совете Союза). По состоянию на 4 марта 1979 года 1075 депутатов являлись членами или кандидатами в члены КПСС, а 425 — беспартийными, из которых 207 — члены ВЛКСМ. По состоянию на сентябрь 1979 года 766 депутатов (51,1 %) — колхозники и рабочие, 136 (9,0 %) — работники здравоохранения, просвещения, науки, культуры, литературы, искусства, 249 — партийные работники, 19 — комсомольские и профсоюзные работники, 209 — работники советских государственных органов, 66 — руководители сельскохозяйственных и промышленных предприятий, инженеры и иные специалисты, 55 — военнослужащие. Возрастной состав по состоянию на 4 марта 1979 года: 317 депутатов (21,1 %) — до 30 лет, 224 (14,9 %) — от 31 до 40 лет, 380 (25,4 %) — от 41 до 50 лет, 321 (21,4 %) — от 51 до 60 лет, 258 (17,2 %) — старше 60 лет. По состоянию на 4 марта 1979 года 201 депутат имел учёную степень, учёное звание, 755 депутатов (50,3 %) имели высшее образование, 39 (2,6 %) — незаконченное высшее, 592 (39,5 %) — среднее, 110 (7,3 %) — неполное среднее. По состоянию на 4 марта 1979 года 30 депутатов — Герои Советского Союза, 288 — Герои Социалистического Труда, 1301 — награждены медалями и орденами Советcкого Союза, 54 — лауреаты Ленинской премии, 120 — лауреаты Государственной премии.
| # А Б В Г Д Е Ё Ж З И К Л М Н О П Р С Т У Ф Х Ц Ч Ш Щ Э Ю Я |

## А
- Абасов, Курбан Абас Кули оглы
- Абашидзе Григорий Григорьевич
- Аббасов Фарзали Гатам оглы
- Аббасова, Назила Рагим кызы
- Абдукаримов Исатай Абдулкаримович
- Абдулакимова, Хубажамал
- Абдуллаев Гасан Мамед Багир оглы
- Абдуллаева, Мелихон Файзуллаевна
- Абдуллоев, Хамид
- Абдурашитов Шамиль Рахимович
- Абовян, Назан Жораевна
- Абрамова, Людмила Ивановна
- Абузарова, Галия Рифкатовна
- Авагян, Роза Вагановна
- Авдюкевич Лонгин Иванович
- Авраменко Степан Степанович
- Агаев Ахмед Сахиб оглы
- Агапова, Лариса Кузьминична
- Агкацева, Тамара Тимофеевна
- Адам-Юсупов Тюлеген Дюсембаевич
- Адлейба Борис Викторович
- Ажиба, Анатолий Хашимович
- Азатхонова, Наботбегим
- Айба, Хакибей Кажевич
- Айтматов Чингиз Торекулович
- Акгаев Ата
- Акимов, Илья Андреевич
- Акимова, Лидия Николаевна
- Аккуратнова, Нина Тихоновна
- Акматов Таштанбек
- Акматова, Асылкан
- Акопян Арцруни Суренович
- Аксёнов Александр Никифорович
- Аксёнов Николай Фёдорович
- Аксючиц, Станислава Генриховна
- Акулинцев, Василий Кузьмич
- Албуташвили, Марина Герасимовна
- Алдашкова, Валентина Ивановна
- Александров, Анатолий Петрович
- Александров-Агентов Андрей Михайлович
- Алексанян, Тамара Мнацакановна
- Алексеев, Пётр Фёдорович
- Алиев, Али Наги оглы
- Алиев Гейдар Али Рза оглы
- Алиев, Иса Муса оглы
- Алиев, Шанлик Муслим оглы
- Алиев Энвер
- Алиева, Алия Салмановна
- Алиева, Беюкханым Абдулла кызы
- Алимов Анатолий Андреевич
- Алихмадова, Хурби
- Аллаберенова, Огульгельды
- Аллахвердиева, Халимахатун Сафар кызы
- Алтунин Александр Терентьевич
- Алхимов Владимир Сергеевич
- Аманбаев, Толобек
- Аманмурадова, Жахансолтан Овезовна
- Амбарцумян Виктор Амазаспович
- Амбарцумян, Сергей Александрович
- Амиршоева, Раъногул
- Ананидзе, Мзевинар Дурсуновна
- Андреев Гаха Пюрвеевич
- Андреева, Лидия Андреевна
- Андреева, Раиса Алексеевна
- Андриевский Михаил Константинович
- Андропов Юрий Владимирович
- Анисимов, Павел Петрович
- Аннамухаммедова, Гызылгул
- Аннаоразов Пода
- Антонов Алексей Константинович
- Антонов Николай Афанасьевич
- Антонов Олег Константинович
- Антонов Сергей Фёдорович
- Аперанс, Карл Робертович
- Арамисов, Ахмед Камбулатович
- Арбатов Георгий Аркадьевич
- Арбузов Борис Александрович
- Ардашев, Сергей Максимович
- Арзуманян, Роберт Андраникович
- Арсамаков, Ахмет Султанович
- Арутюнян, Амалия Гайковна
- Арутюнян, Шварц Аветисович
- Архипов Иван Васильевич
- Арютин, Вениамин Георгиевич
- Асанбаев, Карачал
- Асимов Мухамед Сайфитдинович
- Аскаров Асанбай Аскарулы
- Аскарова, Гульсум Зайнулловна
- Асочакова, Нина Лазаревна
- Аспетуллаева, Зарбиби Санетуллаевна
- Астанкова, Пелагея Михайловна
- Асхадуллин, Галимулла Асхадуллович
- Атаев, Байры
- Атажанова, Гавхар
- Атайте, Виргина Прановна
- Атаходжаев, Акбар Касымович
- Аугите, Вида Пятровна
- Ауельбеков Еркин Нуржанович
- Аухадиев Кенес Мустаханович
- Аушкап, Эрик Янович
- Афанасьев Виктор Григорьевич
- Афанасьев Сергей Александрович
- Афонина, Александра Яковлевна
- Ахмедов, Сабир Атакиши оглы
- Ахметшин, Мирьян Идиятуллинович
- Ахунов, Гарифзян Ахунзянович
- Ашимбаев, Туткабай Ашимбаевич
- Ашимов Байкен Ашимович
- Аюбова, Зара Салмановна

## Б
- Бабаев Агаджан Гельдиевич
- Бабаев Аловиддин Ишанович
- Багдасарян, Анаит Гайковна
- Багина, Наталья Иосифовна
- Багиров, Октай Алисатарович
- Баграмян Иван Христофорович
- Багуева, Зайдат Сажаевна
- Байбаков Николай Константинович
- Баймиров, Тухтамыш
- Баймуратов, Дамеля Джумабаевна
- Байрамкулова Зухра Абдурахмановна
- Байрамов, Реджепгельды
- Баканова, Мария Павловна
- Бакин Борис Владимирович
- Баладзе, Натела Акиповна
- Баландин Анатолий Никифорович
- Баландин Юрий Николаевич
- Баллаева, Катя Дзарахметовна
- Баляну, Александра Дмитриевна
- Бамайстрюк, Мария Гавриловна
- Банников Николай Васильевич
- Барамидзе, Надежда Рамизовна
- Баранаускайте, Натале Йоновна
- Баркаускас Антанас Стасевич
- Баркун Николай Яковлевич
- Бартошевич Геннадий Георгиевич
- Барушева Любовь Васильевна
- Баряев, Павел Алексеевич
- Басаев, Александр Давидович
- Басов Николай Геннадиевич
- Батицкий Павел Фёдорович
- Бахирев Вячеслав Васильевич
- Бахирева, Любовь Александровна
- Бедарева Галина Гавриловна
- Бедарёва, Любовь Александровна
- Бездетко Андрей Павлович
- Безуглов, Анатолий Иванович
- Бей, Иван Теофанович
- Бейбутов Рашид Маджид оглы
- Бекназаров, Халкназар
- Бекниязов, Уббинияз
- Бекниязова, Утебике
- Бектурганов Хасан Шайахметович
- Бекчанова, Жамила Сабировна
- Беликов Валерий Александрович
- Белов, Виктор Алексеевич
- Белова, Татьяна Ивановна
- Белозёров, Виктор Иванович
- Белоусов Борис Михайлович
- Белоусова, Валентина Николаевна
- Белых, Александра Павловна
- Беляева, Раиса Ивановна
- Беляк Константин Никитович
- Беляков Ростислав Аполлосович
- Бердзенишвили Мераб Исидорович
- Береговой Георгий Тимофеевич
- Бережков, Николай Фадеевич
- Берёзин Анатолий Иванович
- Берёзина, Анна Ивановна
- Берестова, Светлана Анатольевна
- Берзегов, Нух Асланчериевич
- Беспалов Иван Петрович
- Бессмертнова Наталия Игоревна
- Бибиева, Масра Исраиловна
- Бигвава, Гунда Сардионовна
- Биешу Мария Лукьяновна
- Биймурзаева, Анаркан Садырбековна
- Блатов Анатолий Иванович
- Блохин Николай Николаевич
- Блохина Ирина Николаевна
- Бобкова Раиса Алексеевна
- Бобовиков Ратмир Степанович
- Бобоева, Хайринисо
- Богданов, Николай Александрович
- Боголюбов Клавдий Михайлович
- Боголюбов Николай Николаевич
- Богомяков Геннадий Павлович
- Бодашевский Михаил Степанович
- Боднарь, Маргарита Ивановна
- Бодюл Иван Иванович
- Бойко, Алексей Сергеевич
- Бойко Виктор Григорьевич
- Бойцов Василий Васильевич
- Бокина, Нина Фёдоровна
- Боков, Владислав Васильевич
- Большаков Анатолий Иванович
- Бондаренко Иван Афанасьевич
- Бондаренко, Любовь Александровна
- Бондарчук, Александр Алексеевич
- Бордиян, Михаил Георгиевич
- Борисевич Николай Александрович
- Борисенко Николай Михайлович
- Борисенков, Василий Михайлович
- Борисов, Пётр Михайлович
- Бородин Андрей Михайлович
- Бородин Леонид Александрович
- Павел Дмитриевич Бородин
- Ботвин Александр Платонович
- Боцвина, Раиса Фёдоровна
- Бочков Борис Викторович
- Братищенко, Ольга Григорьевна
- Братченко Борис Фёдорович
- Брежнев Леонид Ильич
- Брехов Константин Иванович
- Бриткина, Мария Дмитриевна
- Бровиков Владимир Игнатьевич
- Бровка Пётр Устинович
- Брусникина, Татьяна Дмитриевна
- Буга, Вера Петровна
- Бугаев Борис Павлович
- Буймов, Анатолий Егорович
- Буков Емилиан Несторович
- Булгаков Александр Александрович
- Булгаков, Ришад Тимиргалиевич
- Бунчук, Нина Афанасьевна
- Буранбаева, Маржан Салмухановна
- Бурлака, Николай Яковлевич
- Буткене, Милда Владовна
- Бюрбеева, Светлана Мангаевна

## В
- Ваверанс, Модрис Миервалдович
- Вавилов, Пётр Петрович
- Вагрис Янис Янович
- Вайно Карл Генрихович
- Варданян, Анаит Вараздатовна
- Вардосанидзе, Леван Григорьевич
- Варенников Валентин Иванович
- Варначёв Евгений Андреевич
- Васильев Василий Петрович
- Васильев Лев Борисович
- Васильев Николай Фёдорович
- Васильева, Антонина Викторовна
- Васягин Семён Петрович
- Ватченко Алексей Федосеевич
- Вахнин, Виктор Андреевич
- Вахт, Эвальд Валентинович
- Ващенко Григорий Иванович
- Вдовин, Валентин Степанович
- Ведмеденко, Николай Васильевич
- Величенко, Татьяна Григорьевна
- Вердиева, Рахшанда Джафар кызы
- Вереникина, Валентина Григорьевна
- Викторов Алексей Васильевич
- Виноградов, Виктор Николаевич
- Вирак, Малле Александровна
- Вирсаладзе, Константин Спиридонович
- Власов Александр Владимирович
- Власов, Пётр Ионович
- Возная, Зинаида Петровна
- Войкина, Вера Николаевна
- Волков Владимир Егорович
- Волков Иван Васильевич
- Волков Сергей Васильевич
- Володарский Лев Мордкович
- Волошин Иван Макарович
- Воробьёв Георгий Иванович
- Воробьёва, Нина Захаровна
- Воронин Иван Семёнович
- Воронцов, Гурий Гурьевич
- Воронцова, Антонина Фёдоровна
- Воропаев Михаил Гаврилович
- Воротников Виталий Иванович
- Восс Август Эдуардович
- Всеволожский Михаил Николаевич
- Высотин, Александр Николаевич
- Выучейский Степан Николаевич

## Г
- Гаврилова Римма Александровна
- Гаджиева, Бурлият Ахмедпашаевна
- Гаипов, Рузмет Гаипович
- Гайдай, Дмитрий Иванович
- Гайлитис, Атис Отомарович
- Галаншин Константин Иванович
- Галданова, Татьяна Ишеевна
- Галиев Мунавир Мухаметаминович
- Галиев, Файзи Ахметович
- Галкин Дмитрий Прохорович
- Галстян, Анаит Овсеповна
- Гамзатов Расул Гамзатович
- Ганеев, Раис Назифович
- Гапуров Мухамедназар Гапурович
- Гарбузов Василий Фёдорович
- Гасанов Гасан Азиз оглы
- Гасанова, Залхай Махмуд кызы
- Гасанова, Касира Наджафали кызы
- Гасанова, Фатьма Гасан кызы
- Гасанова Шамама Махмудалы кызы
- Гассиева, Фатима Цикаевна
- Гафуржанов, Эргаш Гафурович
- Гачечиладзе, Отар Александрович
- Гвоздев, Виктор Александрович
- Геворкян, Агапи Мирзаевна
- Гейдарова, Гюлназ Рагим кызы
- Геллер Рахиль Гедальевна
- Геллерт Наталья Владимировна
- Георгадзе, Михаил Порфирьевич
- Герасимов Иван Александрович
- Герман, Тамара Ивановна
- Гетьманец, Виталий Иванович
- Гибалова, Ирина Павловна
- Гилашвили Павел Георгиевич
- Гилметдинова, Рашида Гилязутдиновна
- Гиль, Павел Евстафьевич
- Гилязетдинов, Фанис Шаймухаметович
- Гимпу, Мария Алексеевна
- Гиталов Александр Васильевич
- Гладчук, Антонина Фёдоровна
- Глебов Игорь Алексеевич
- Глоба, Василий Андрианович
- Глушко Валентин Петрович
- Глушков, Виктор Михайлович
- Глушков, Николай Тимофеевич
- Гнатюк, Дмитрий Михайлович
- Говоров Владимир Леонидович
- Гогадзе, Нугзар Мемедович
- Голдин Николай Васильевич
- Голдинова, Нина Ивановна
- Голиджашвили, Арсен Захарович
- Голиков, Виктор Андреевич
- Голованов, Георгий Александрович
- Головацкий, Николай Никитич
- Гоман, Андрей Константинович
- Гончар Александр Терентьевич
- Гончаренко Борис Трофимович
- Гончаренко, Галина Викторовна
- Горбачёв Михаил Сергеевич
- Горбунов, Борис Дмитриевич
- Гордиенко, Светлана Михайловна
- Горегляд, Вера Александровна
- Городкова, Татьяна Александровна
- Горохов, Николай Данилович
- Горчаков Пётр Андреевич
- Горшков, Леонид Александрович
- Горшков Сергей Георгиевич
- Горячева, Лидия Викторовна
- Гостев Борис Иванович
- Гребенщикова, Евдокия Самсоновна
- Гребенюк Василий Андреевич
- Греков Леонид Иванович
- Грибков Анатолий Иванович
- Григорович, Раиса Фёдоровна
- Григорьев, Вячеслав Васильевич
- Григорьев, Михаил Григорьевич
- Григорян, Сильва Сагателовна
- Гридасов, Дмитрий Матвеевич
- Гринцов Иван Григорьевич
- Гринько Николай Константинович
- Грицай, Валентина Ивановна
- Гришин, Анатолий Васильевич
- Гришин Виктор Васильевич
- Гришкявичюс Пятрас Пятрович
- Громова Мария Сергеевна
- Громыко Андрей Андреевич
- Гроссу Семён Кузьмич
- Гудков Александр Фёдорович
- Гуженко Тимофей Борисович
- Гужова, Нина Михайловна
- Гукасян, Айкуш Хачатуровна
- Гуменюк, Людмила Евгеньевна
- Гусев Владимир Кузьмич
- Гусейнов, Адиль Нури оглы
- Гусейнов, Исрафил Сами оглы
- Гусейнова, Гюленбер Мамед кызы
- Гусейнова, Зулейха Исмаил кызы
- Гусейнова, Фатьма Рза кызы
- Густов Иван Степанович
- Гутов, Хамидби Хамидович
- Гюльмисарян, Отари Григорьевич

## Д
- Давыдов, Василий Ильич
- Дадиани, Этери Максимовна
- Дамбис, Айвар Альбертович
- Дамдинов Николай Гармаевич
- Данбаев, Куаныш
- Дандар, Доржу Сааяович
- Даниярова, Бейсенкуль Базикеевна
- Даублис, Альгирдас Юозович
- Дахужев, Каплан Махмудович
- Дашко Николай Григорьевич
- Дашян, Алвард Бахшиевна
- Дваранаускене, Марийона Витовна
- Дворянинова, Клавдия Платоновна
- Деканоидзе, Циури Михайловна
- Дементьева, Раиса Фёдоровна
- Демиденко Василий Петрович
- Дёмин, Иван Михайлович
- Демирчян Карен Серопович
- Демичев Пётр Нилович
- Деревянко, Василий Николаевич
- Джабаров, Бобо
- Джавахишвили, Нина Александровна
- Джарулаев, Муртазали Аяевич
- Джерештова, Нина Нурадиновна
- Дзармотов, Мусса Суламбекович
- Дикусаров Владимир Григорьевич
- Дмитриев, Александр Иванович
- Дмитриева, Полина Дмитриевна
- Добрик, Виктор Фёдорович
- Довбыш, Виктор Иннокентьевич
- Довженко Анна Денисовна
- Довлетханова, Фаият Сейфеддин кызы
- Додобаева, Махфират
- Докунина, Клавдия Фёдоровна
- Долгих Владимир Иванович
- Долгова, Валентина Алексеевна
- Доненбаева Камшат Байгазиновна
- Дони, Михаил Иосифович
- Доржукай, Татьяна Монгушевна
- Дорохов Илья Диомидович
- Дрыгин Анатолий Семёнович
- Дугер, Мижит Кыргысович
- Дудник, Тамара Семёновна
- Дуйшеев Арстанбек Дуйшеевич
- Думбадзе Нодар Владимирович
- Дутка, Софья Васильевна
- Душина, Матрёна Ивановна
- Дыбенко Николай Кириллович
- Дымшиц Вениамин Эммануилович
- Дьяконов Владислав Дмитриевич

## Е
- Евтушенко, Иван Васильевич
- Егоров Анатолий Григорьевич
- Егоров Михаил Васильевич
- Ежевский Александр Александрович
- Елиашвили, Реваз Калистович
- Елоева, Дуся Владимировна
- Ельджаров, Артур Савельевич
- Елькина, Мария Сидоровна
- Ельцин Борис Николаевич
- Ельчина, Любовь Петровна
- Елютин Вячеслав Петрович
- Епишев Алексей Алексеевич
- Еремей Григорий Исидорович
- Ерёменко, Зинаида Петровна
- Ерёмин, Геннадий Эдвинович
- Ермакова, Галина Кирилловна
- Ермаш Филипп Тимофеевич
- Ермин Лев Борисович
- Ерпилов Пётр Иванович
- Есетов, Такей
- Ефименко, Пётр Иванович
- Ефименко, Сергей Петрович
- Ефимов Александр Николаевич
- Еце, Зигрида Андреевна

## Ж
- Жарко, Галина Семёновна
- Жданов Дмитрий Александрович
- Железняк, Любовь Васильевна
- Жигалин Владимир Фёдорович
- Жиловский Виктор Дмитриевич
- Жлоба, Евгений Егорович
- Жуков Георгий Александрович
- Жукова, Анна Евгеньевна
- Жумабекова, Салима Жумабековна
- Журавлёв, Борис Александрович
- Журавлёва, Евгения Александровна
- Жученко Александр Александрович

## З
- Заболотный, Александр Михайлович
- Заболотный, Василий Макарович
- Загладин Вадим Валентинович
- Загребельный Павел Архипович
- Зайков Лев Николаевич
- Зайцев Михаил Митрофанович
- Зайцев, Анатолий Александрович
- Зайцев, Валентин Иванович
- Зайцев, Валерий Павлович
- Зайцев, Михаил Аркадьевич
- Зайцев, Николай Прохорович
- Зайченко, Николай Михайлович
- Замараева, Зинаида Васильевна
- Замятин Леонид Митрофанович
- Зардакова, Раджабмо
- Зарудин Юрий Фёдорович
- Захаров, Геннадий Сергеевич
- Захарчук, Алексей Васильевич
- Звягин, Юрий Константинович
- Згурский Валентин Арсентьевич
- Зиёев, Таварали
- Зимянин Михаил Васильевич
- Зиненко, Иван Лаврентьевич
- Зитманис, Август Карлович
- Злобин Николай Анатольевич
- Знаменский Юрий Степанович
- Золотухин Григорий Сергеевич
- Зуев, Владимир Евсеевич
- Зуев, Николай Иванович
- Зуева, Любовь Владимировна
- Зуева, Любовь Владимировна
- Зуева, Ольга Павловна

## И
- Ибрагимов Али Измаилович
- Ибрагимов Мирза Аждар оглы
- Ибраимов Султан Ибраимович
- Иванов Иван Иванович
- Иванова, Людмила Александровна
- Иванова, Людмила Афанасьевна
- Иванова, Светлана Константиновна
- Ивановский Евгений Филиппович
- Иванчук, Александра Степановна
- Ивашутин Пётр Иванович
- Игнатов Вадим Николаевич
- Изотова, Людмила Фёдоровна
- Израэль Юрий Антониевич
- Иконникова, Генриэтта Алексеевна
- Икрамова, Турсуной Артыкбаевна
- Иксанов Мустахим Белялович
- Илтнер Эдгар Карлович
- Ильина-Дмитриева, Анегина Егоровна
- Ильницкий, Юрий Васильевич
- Ильяшенко, Кирилл Фёдорович
- Имамвердиева, Тарлан Насиб кызы
- Имамова, Ташбиби
- Иманалиев Мурзабек Иманалиевич
- Иманалиева, Сулубек
- Имашев, Саттар Нурмашевич
- Имралиев, Сардар Мамед оглы
- Инаури Алексей Николаевич
- Инжиевский, Алексей Алексеевич
- Иноземцев, Николай Николаевич
- Ионку, Ольга Калиновна
- Ионова, Александра Васильевна
- Исаев Александр Сергеевич
- Исаев, Борис Васильевич
- Исаев, Василий Яковлевич
- Исмаилова, Наиба Исмаил кызы
- Исмаилова, Санам
- Исраелян, Овнан Атанесович
- Италмазов, Алламырат
- Ишлинский Александр Юльевич

## Й
- Йыэару, Раймонд Харитонович

## К
- Кабалевский Дмитрий Борисович
- Кабалоев Билар Емазаевич
- Кавун Василий Михайлович
- Кадирова, Зухрахан Абдурашитовна
- Кадыркулова, Анарбу Абдуразаковна
- Кадыров, Кадыр
- Кадырова, Серафима Григорьевна
- Казаков Василий Александрович
- Казаков Василий Иванович
- Казаков, Леонид Дмитриевич
- Казаков, Пётр Егорович
- Казанец Иван Павлович
- Какаева, Амантэч
- Алексей Максимович Калашников
- Калашников Михаил Тимофеевич
- Калинина Ида Павловна
- Мария Павловна Калюжная
- Камалов Каллибек
- Махкам Камалович Камалов
- Камалова, Айым
- Кан О Нам
- Кандренков Андрей Андреевич
- Каноатов Муминшо
- Капитонов Иван Васильевич
- Зейнеп Карабекова
- Караваев Георгий Аркадьевич
- Карагаева Любовь Ивановна
- Караев Кара Абульфаз оглы
- Каракаш, Любовь Николаевна
- Карамбетова, Карлыга Еркегуловна
- Каримов Абдувахид Каримович
- Каримов Абдухалик
- Карлов Владимир Алексеевич
- Карплюк, Елена Константиновна
- Карпова Евдокия Фёдоровна
- Карпова Татьяна Петровна
- Каррыев Чары Союнович
- Картвелишвили, Тристан Ильич
- Кархалёва, Валентина Васильевна
- Касумов Имран Ашум оглы
- Касьяненко Фёдор Дмитриевич
- Катигроб, Станислав Анатольевич
- Катушев Константин Фёдорович
- Качаловский Евгений Викторович
- Качин Дмитрий Иванович
- Качура Борис Васильевич
- Кашин Борис Сергеевич
- Кварчия, Марго Хутовна
- Кветкаускас, Аполинарас Юозович
- Кеворков Борис Саркисович
- Келехсаев, Казбек Ражденович
- Кенжебаев, Каршыга
- Керимов, Али Хабиб оглы
- Керимов, Мансыр Паша оглы
- Киктенко, Владимир Константинович
- Килин, Владимир Петрович
- Киракосян, Алексан Матевосович
- Киргизбаева, Тухтахон Базаровна
- Кириленко Андрей Павлович
- Кириллин Владимир Алексеевич
- Кириченко Николай Карпович
- Киселёв Тихон Яковлевич
- Киселёва, Зоя Владимировна
- Кисленко, Елена Дмитриевна
- Кихай, Анастасия Ивановна
- Кичинская, Вера Михайловна
- Клаусон Вальтер Иванович
- Кленкова, Раиса Алексеевна
- Клепиков Михаил Иванович
- Клёцков Леонид Герасимович
- Климавичене, Иоана Антановна
- Клименко Иван Ефимович
- Клименков, Александр Тарасович
- Климук Пётр Ильич
- Клочкова, Людмила Сергеевна
- Клычев Иззат Назарович
- Клюев Владимир Григорьевич
- Князев Филипп Кириллович
- Кобыльчак Михаил Митрофанович
- Коваленко, Галина Гавриловна
- Коваленко Александр Власович
- Кожевников Вадим Михайлович
- Кожухар, Алексей Васильевич
- Кожухивская Юлия Ивановна
- Козина, Нина Васильевна
- Козлов, Валерий Сергеевич
- Козлов, Иван Макарович
- Козлов Николай Тимофеевич
- Козловский Евгений Александрович
- Козуб, Надежда Григорьевна
- Кокарев Александр Акимович
- Кокеева, Галина Габдеевна
- Колабекова, Елена Владимировна
- Колбин Геннадий Васильевич
- Колдунов Александр Иванович
- Колесников, Борис Иванович
- Колецкова, Галина Ивановна
- Коломайко, Николай Иванович
- Коломина, Лариса Яковлевна
- Колыванов, Александр Александрович
- Комарова, Лилия Владимировна
- Комова, Лидия Александровна
- Конова, Маргарита Константиновна
- Коновалов Николай Семёнович
- Коноплёв Борис Всеволодович
- Коноплёва, Ольга Валентиновна
- Конотоп Василий Иванович
- Константинов Анатолий Устинович
- Константинова, Людмила Николаевна
- Кончиц, Владимир Николаевич
- Конышев, Юрий Васильевич
- Коокуева, Антонина Ивановна
- Коолмейстер, Элви Иоханнесовна
- Кооп, Арнольд Викторович
- Корж Николай Афанасьевич
- Коржова, Александра Александровна
- Коржова, Виктория Александровна
- Коркин Александр Гаврилович
- Корниенко Георгий Маркович
- Коробан, Пётр Иванович
- Коровякова, Лидия Ивановна
- Королёва, Любовь Степановна
- Коротеньков Анатолий Романович
- Корсукова, Лидия Петровна
- Корытов, Василий Яковлевич
- Косанбаев, Ахмет
- Косолапов Ричард Иванович
- Костандов Леонид Аркадьевич
- Костоусов Анатолий Иванович
- Костюкевич, Виктор Филиппович
- Косыгин Алексей Николаевич
- Косяк, Юрий Фёдорович
- Котельников, Владимир Александрович
- Котин, Станислав Александрович
- Котк, Малле Яановна
- Котова, Галина Афанасьевна
- Кохоева, Роза Яковлевна
- Кочинян, Сейран Ашхарбекович
- Кошик, Надежда Ивановна
- Кошоев Темирбек Кудайбергенович
- Кравцов, Семён Иванович
- Красильников, Виталий Сергеевич
- Крец, Лидия Антоновна
- Кривда Федот Филиппович
- Кривонос, Владимир Александрович
- Кривошапкин, Илья Ильич
- Кривошея, Надежда Самсоновна
- Крикунова, Ираида Павловна
- Кротов Виктор Васильевич
- Круглова Зинаида Михайловна
- Круза, Мара Викторовна
- Круминьш, Волдемар Кристапович
- Кручина Николай Ефимович
- Крылов, Алексей Иванович
- Крюков, Василий Яковлевич
- Крюков, Вячеслав Михайлович
- Крюкова, Галина Александровна
- Куанышев Оразбек Султанович
- Кубасова, Валентина Ивановна
- Кубилюс Йонас Пятрович
- Кубицкайте, Дануте Вапловна
- Кудрявцев, Владимир Леонтьевич
- Кузнецов Василий Васильевич
- Кузнецов, Иван Максимович
- Кузнецова, Любовь Николаевна
- Кузьмин Александр Трифонович
- Кузьмичёва, Евдокия Яковлевна
- Кулиджанов Лев Александрович
- Кулиев Кайсын Шуваевич
- Куликов Виктор Георгиевич
- Куликов Яков Павлович
- Куличенко Леонид Сергеевич
- Кулишев, Олег Фёдорович
- Кулматова, Дилбар Баратовна
- Кульбачная, Раиса Ивановна
- Кульбекова, Злиха Джанбековна
- Кунаев Аскар Минлиахмедович
- Кунаев Динмухамед Ахмедович
- Куницкий, Иван Дмитриевич
- Куняев, Александр Трофимович
- Куракин Евгений Фёдорович
- Курбанов, Пархат
- Куркина, Валентина Андреевна
- Куркоткин Семён Константинович
- Куртанидзе, Георгий Николаевич
- Кусаинов Сакан
- Кутахов Павел Степанович
- Куулар, Хеймерек Бадыевна
- Кууль, Оскар Пээтерович
- Куусберг, Пауль Аугустович
- Куусик, Хейно Аугустович
- Кучерявая, Алла Валентиновна
- Кучмезов, Абдул-Керим Магомедович
- Кушеков Унайбай Кушекович
- Кушмурадова, Дарья Савовна
- Кыйв, Райво Самуелович
- Кэбин Иван Густавович

## Л
- Лавринович, Ирина Владимировна
- Лавров Кирилл Юрьевич
- Ладанов, Владимир Никитьевич
- Лапин Сергей Георгиевич
- Лаптева, Валентина Андреевна
- Ларионов, Николай Иванович
- Латария, Медеа Акакиевна
- Лебедев, Константин Васильевич
- Леин Волдемар Петрович
- Лендюк, Устинья Владимировна
- Ленцман, Леонид Николаевич
- Леонов Павел Артёмович
- Лесечко Михаил Авксентьевич
- Лесогорова, Тамара Михайловна
- Лесюченко, Анна Константиновна
- Ливенцов Василий Андреевич
- Ливитчук, Любовь Григорьевна
- Лигачёв Егор Кузьмич
- Лиеберг Эндель Аугустович
- Лийв, Валерий Рихардович
- Лингене, Ирена Йоновна
- Лине Велта Мартыновна
- Лисовой, Тимофей Григорьевич
- Литвинова, Лидия Михайловна
- Личук, Юстын Тодорович
- Лобанок, Владимир Елисеевич
- Логачёв Николай Алексеевич
- Логунов Анатолий Алексеевич
- Ломакин Виктор Павлович
- Ломако Пётр Фадеевич
- Ломидзе, Отари Александрович
- Ломов Николай Петрович
- Ломова, Любовь Владимировна
- Ломоносов Владимир Григорьевич
- Лосев, Константин Семёнович
- Лотова, Инесса Михайловна
- Лощенков Фёдор Иванович
- Лукьянченко Станислав Александрович
- Лунгу, Семён Мефодьевич
- Лутак Иван Кондратьевич
- Лушев Пётр Георгиевич
- Лыкова Лидия Павловна
- Лысенко, Иван Егорович
- Лыткина, Анна Ивановна
- Любин, Николай Васильевич
- Любченко Любовь Андреевна
- Лялин, Михаил Дмитриевич
- Лямкина, Валентина Дмитриевна
- Ляшенко, Анна Ивановна
- Ляшко Александр Павлович

## М
- Мазур, Зинаида Митрофановна
- Мазуре, Текла Брониславовна
- Маилов, Афик Ягуб оглы
- Майоров Александр Михайлович
- Макаренко Виктор Сергеевич
- Макаров Александр Максимович
- Макарова, Лидия Алексеевна
- Макеев Валентин Николаевич
- Макеев Виктор Петрович
- Маклеева, Тамара Дмитриевна
- Максимов Юрий Павлович
- Максимова Надежда Тимофеевна
- Макухин, Алексей Семёнович
- Макушева, Валентина Ивановна
- Малдонис Альфонсас Мотеевич
- Малмейстер Александр Кристапович
- Малолеткина, Нина Павловна
- Малхозов, Рауф Муссович
- Мальбахов Тимбора Кубатиевич
- Мальков Николай Иванович
- Мальцев Виктор Фёдорович
- Мальцев Николай Алексеевич
- Мамадияров, Усман Эсанович
- Мамарасулов Салиджан
- Маматов, Зулпукар
- Маматова, Руяб
- Мамбетакунов Орозакун
- Мамедова, Рухсара Аллахверди кызы
- Мамунц Самвел Ваниевич
- Манасян Гарник Хачатурович
- Манджгаладзе, Ия Михайловна
- Манюшис Иосиф Антонович
- Манякин Сергей Иосифович
- Марина Нина Евдокимовна
- Марисов Валерий Константинович
- Маркин Леонид Владимирович
- Марков Георгий Минеевич
- Марков Георгий Мокеевич
- Маркова, Надежда Павловна
- Мартынов Николай Васильевич
- Марченко Надежда Ивановна
- Марчук Гурий Иванович
- Масалиев Абсамат Масалиевич
- Масленников Николай Иванович
- Маслова Анна Васильевна
- Масол Виталий Андреевич
- Матафонов Михаил Иванович
- Матвеева, Антонина Петровна
- Матулис Юозас Юозович
- Матусевич Мария Несторовна
- Махарадзе, Талико Иосифовна
- Махмудова Наима Махмудовна
- Маху, Елена Гавриловна
- Мачалова, Нина Васильевна
- Мачула, Евдокия Петровна
- Машеров Пётр Миронович
- Мащенко, Тамара Леонтьевна
- Мегес, Сафиет Баричевна
- Медведев, Иван Андреевич
- Медведева, Лидия Ивановна
- Медников, Иван Семёнович
- Медунов Сергей Фёдорович
- Медянкина, Рута Арнольдовна
- Мейлус, Альбертас Пранович
- Мелека, Тамара Георгиевна
- Мелёхин, Василий Ефимович
- Меликова, Ашрафханум Абдулага кызы
- Мелкумов, Левон Николаевич
- Мельник Василий Степанович
- Мельников, Леонид Георгиевич
- Мельниченко Афанасий Кондратьевич
- Мендак, Леонида Владимировна
- Ментешашвили Тенгиз Николаевич
- Мередов, Бяшим
- Меренищев Николай Владимирович
- Месяц Валентин Карпович
- Меунаргия, Валерьян Германович
- Мехренцев, Анатолий Александрович
- Мешков Фёдор Степанович
- Мика, Лигита Робертовна
- Микулич Владимир Андреевич
- Мирзомурадов, Мирзошариф
- Мирзоян, Арцрун Маргарович
- Мирзоян, Кнарик Айказовна
- Миррахматов, Шокирбай
- Митрин, Евгений Тимофеевич
- Митрофанова, Нина Никоноровна
- Михайлов, Михаил Павлович
- Михалков Сергей Владимирович
- Мицкевич, Владимир Фёдорович
- Мишин Виктор Максимович
- Модогоев Андрей Урупхеевич
- Мозговой Александр Иванович
- Мозговой Иван Алексеевич
- Мокат, Александр Михайлович
- Молдакунова, Уулман
- Молдобаев Карыбек Молдобаевич
- Молодцов Борис Андреевич
- Монолов, Токторбай
- Моргун Фёдор Трофимович
- Моркунене, Теодора Алексовна
- Мороз, Римма Аркадьевна
- Морозов, Владимир Иванович
- Морозов Иван Павлович
- Морозов Николай Ефимович
- Морой, Валентина Гавриловна
- Мосашвили, Теймураз Ильич
- Москаленко Кирилл Семёнович
- Мосолова, Клавдия Васильевна
- Моталин, Александр Васильевич
- Моторико Михаил Георгиевич
- Мохначёва, Вера Ивановна
- Моцак, Григорий Иванович
- Мочалин Фёдор Иванович
- Мукашев Саламат Мукашевич
- Мукимова, Шарифа
- Мулдагалиев, Джубан
- Муравьёв Евгений Фёдорович
- Мурадов, Худик
- Мураховский Всеволод Серафимович
- Муртазина, Флюра Гатаевна
- Мусаева Тарлан Гасан кызы
- Мусаханов Мирзамахмуд Мирзарахманович
- Мусиенко, Иван Данилович
- Мусин Рашид Мусинович
- Мусоева, Зайнура
- Мухин, Виктор Петрович
- Мухина, Екатерина Ивановна
- Мышкина, Надежда Ивановна
- Мякишева, Татьяна Ивановна
- Мясоедова, Вера Валентиновна

## Н
- Набиев Рахмон Набиевич
- Набиуллина, Разиля Карамовна
- Наговицына, Фаина Иосифовна
- Нажбудинова, Раджабгул Шодневна
- Назаренко, Прасковья Александровна
- Назарова, Эжеш
- Наровская, Ольга Александровна
- Насиров, Закир Шахмардан оглы
- Насриддинова, Махбубахон
- Наумова, Людмила Владимировна
- Невечера, Ирина Алексеевна
- Немаева, Галина Григорьевна
- Немяшев, Пётр Доржинович
- Непорожний Пётр Степанович
- Нерсесян, Леонид Нерсесович
- Никитенко, Виктор Васильевич
- Никитин Владилен Валентинович
- Никифоров, Иван Никифорович
- Николаева, Зоя Петровна
- Николаева-Терешкова Валентина Владимировна
- Никонов Виктор Петрович
- Никончук, Валентина Григорьевна
- Никулин Владимир Илларионович
- Никулкин, Яков Прокопьевич
- Насляев, Владимир Александрович
- Новгородова Екатерина Иннокентьевна
- Новиков, Владимир Николаевич
- Новиков, Владимир Фёдорович
- Новиков, Евгений Фёдорович
- Новиков, Игнатий Трофимович
- Новикова, Людмила Фёдоровна
- Новожилов Генрих Васильевич
- Новожилов, Иван Георгиевич
- Новолодский Алексей Борисович
- Новосёлов, Ефим Степанович
- Новосёлова, Нина Александровна
- Ногаев Фёдор Дзабоевич
- Норейка, Пранас Миколович
- Носач, Татьяна Михайловна
- Нугис, Сильви Эдуардовна
- Нугманов, Кабдулла Нугманович
- Нугманов, Камиль (Яшен)
- Нуриев Зия Нуриевич
- Нуров, Косим
- Нуруллаева, Гульбахор Саидмурадовна

## О
- Овезекова, Айбиби
- Овчар, Евгений Лукьянович
- Оганян, Гайк Агасиевич
- Огарков Николай Васильевич
- Оданец, Валентина Ивановна
- Одилов, Ахмаджан
- Одилова, Рахбар
- Одинцова, Зоя Дмитриевна
- Ожёгов, Юрий Александрович
- Окас Эвальд Карлович
- Окладников, Юрий Капидонович
- Оконечников Борис Павлович
- Окунева, Татьяна Александровна
- Оленина, Таисия Анатольевна
- Олефиренко, Надежда Фёдоровна
- Омарова, Беневше Казимагомедовна
- Оразаева, Людмила Гумаровна
- Оразов, Куванч
- Орбелян, Сайда Михайловна
- Орехов, Владимир Пантелеевич
- Орлов, Владимир Александрович
- Орлов Владимир Павлович
- Орлов, Георгий Михайлович[уточнить]
- Оруджев Сабит Атаевич
- Осадчев, Николай Иванович
- Осётров Тимофей Николаевич
- Османова, Ваху Магомедовна
- Оспанбеков Жарас Молдабекович
- Оспанов, Жолдасбай
- Островская, Ванда Ивановна

## П
- Павлов Георгий Сергеевич
- Павлов Григорий Петрович
- Павлова, Татьяна Николаевна
- Павловский Иван Григорьевич
- Павловский Иван Григорьевич
- Паллаев Гаибназар Паллаевич
- Панасенко Тарас Иванович
- Панасюк Владимир Васильевич
- Панкова, Нина Михайловна
- Панфилов Михаил Панфилович
- Панченко, Вера Семёновна
- Панькина, Любовь Николаевна
- Папунидзе Вахтанг Рафаэлович
- Папутин Виктор Семёнович
- Пардаева, Тулган
- Пармакли, Савелий Михайлович
- Паршина Валентина Романовна
- Паскарь Пётр Андреевич
- Пастухов Борис Николаевич
- Патаридзе Зураб Александрович
- Патоличев Николай Семёнович
- Патон Борис Евгеньевич
- Пахолкина, Мария Ивановна
- Пашин, Виктор Григорьевич
- Пегов Николай Михайлович
- Пейпс Лейда Аугустовна
- Пельше Арвид Янович
- Первенцев Евгений Иванович
- Первышин Эрлен Кирикович
- Перевощиков, Александр Вениаминович
- Переляйнен Хильма Андреевна
- Переудин Виктор Михайлович
- Перкун Анатолий Сафронович
- Петерсоне Луция Яновна
- Петкявичюс Юозас Юозович
- Петренко, Александра Тимофеевна
- Петренко, Нина Тарасовна
- Петрик Павел Петрович
- Петров Алексей Сергеевич
- Петров Василий Иванович
- Петров Пётр Николаевич
- Петровский Борис Васильевич
- Петросян Сурен Мартиросович
- Петрухина, Галина Васильевна
- Печёркина, Клавдия Михайловна
- Пикалова, Вера Владимировна
- Пилия, Лери Михайлович
- Пильщикова, Надежда Андреевна
- Пилюгин Николай Алексеевич
- Пименов Пётр Тимофеевич
- Пингина, Татьяна Гавриловна
- Пинка Янис Петрович
- Пискун, Татьяна Фёдоровна
- Питайкина, Анна Захаровна
- Питра Юрий Юрьевич
- Пичугина, Евгения Фёдоровна
- Пичужкин Михаил Сергеевич
- Платонов, Иван Васильевич
- Плешаков Пётр Степанович
- Плиева, Ирина Фёдоровна
- Погребняк Пётр Леонтиевич
- Подгаев Григорий Ефимович
- Поздняков Александр Николаевич
- Поклонская, Екатерина Ивановна
- Покрышкин Александр Иванович
- Полатайло Екатерина Алексеевна
- Полещук Мария Дмитриевна
- Полозов Николай Никифорович
- Полукаров Юрий Иванович
- Поляков Виктор Николаевич
- Поляков Иван Евтеевич
- Пономарёв Борис Николаевич
- Пономарёв Михаил Александрович
- Пономарёв Николай Афанасьевич
- Попов Борис Вениаминович
- Попов, Филипп Васильевич
- Порк, Август Петрович
- Потейко, Светлана Геннадьевна
- Почечуев Юрий Тимофеевич
- Почхуа, Демури Иродиевич
- Приезжев Николай Семёнович
- Прихно, Николай Васильевич
- Прищепчик Виталий Викторович
- Прокопьев Илья Павлович
- Прокофьев, Иван Яковлевич
- Прокофьев Михаил Алексеевич
- Промыслов Владимир Фёдорович
- Проскурина, Раиса Ивановна
- Протазанов, Александр Константинович
- Прохоров, Василий Ильич
- Прядко, Татьяна Сидоровна
- Птицын Владимир Николаевич
- Пугачёв, Юрий Николаевич
- Пудков Иван Иванович
- Путвинскис, Вацловас Станиславович
- Путилов, Михаил Алексеевич
- Пухова Зоя Павловна
- Пучилов, Вячеслав Георгиевич
- Пюрбеева, Альмен Тукаевна

## Р
- Рагимов, Камран Наби оглы
- Рагимханова, Абидат Кезимхановна
- Владимир Николаевич Раевский
- Раецкая, Мария Петровна
- Разакова, Сонагул
- Размадзе, Лиана Омаровна
- Разумовский, Георгий Петрович
- Райк, Хельве Аугустовна
- Ралько, Владимир Антонович
- Рамазанов, Аманулла Габдулхаевич
- Рампилова, Рыгзыма Намсараевна
- Расулов Джабар
- Ратынская, Людмила Александровна
- Рафиков, Сагид Рауфович
- Рахимов Бекташ Рахимович
- Рахмонова, Сайли
- Рашидов Шараф Рашидович
- Рашидова, Розия
- Ребане Карл Карлович
- Ревенко, Татьяна Тимофеевна
- Резников Вадим Федотович
- Резяпов, Влас Рамазанович
- Рейзинь, Лилия Яновна
- Репринцев, Василий Михайлович
- Рес, Калев Кристьянович
- Риваре, Моника Альбертовна
- Рогунович, Леонида Петровна
- Родионова, Фаина Антоновна
- Роженкова, Любовь Геннадьевна
- Рожков, Борис Сергеевич
- Романенко, Александр Григорьевич
- Романенко, Екатерина Петровна
- Романов Григорий Васильевич
- Ромоданов Андрей Петрович
- Ростиашвили, Трифон Вахтангович
- Рошка, Иван Никитович
- Рубен Виталий Петрович
- Рубэн Юрий Янович
- Рудаков Валерий Владимирович
- Рудаков, Николай Петрович
- Руденко Роман Андреевич
- Руднев Константин Николаевич
- Рукина, Татьяна Фёдоровна
- Русаков Константин Викторович
- Русановский, Михаил Васильевич
- Рухадзе, Нугзар Доментьевич
- Рыбаков Алексей Миронович
- Рыбакова, Галина Илларионовна
- Рыбакова, Таисия Константиновна
- Рыженков, Николай Георгиевич
- Рыжков Николай Иванович
- Рыым, Эрика
- Рябов Яков Петрович
- Рябова, Любовь Ивановна
- Ряскина, Екатерина Ивановна

## С
- Саакян, Левон Гургенович
- Сабанеев Станислав Николаевич
- Сабутов Кадыр Янмурзаевич
- Савельева, Мария Павловна
- Савинкин Николай Иванович
- Савитахунов Алымбек Савитахунович
- Садретдинова, Гульсирень Салимовна
- Садриддинов Талбак
- Садыков Абид
- Садыков, Курбаналий Гулямович
- Сакалаускас Витаутас Владович
- Сакулин, Владимир Алексеевич
- Саламатов, Аркадий Александрович
- Салманов Григорий Иванович
- Салчак, Алексей Дадаевич
- Самарова, Валентина Никитична
- Саматов Абдугафур
- Саматова, Мавджуда Саидовна
- Самойленко, Александр Иванович
- Самолётова Зоя Петровна
- Самохин, Николай Петрович
- Самси, Георгий Фёдорович
- Самусева, Нина Николаевна
- Санаев, Михаил Михайлович
- Санакоев Феликс Сергеевич
- Санин, Михаил Семёнович
- Сапаров, Холмумин
- Сапарова, Огулдурсын
- Саркисов Бабкен Есаевич
- Саркисян Фадей Тачатович
- Сарыглар, Николай Очур-Оолович
- Саушкин, Анатолий Николаевич
- Саушкина, Валентина Михайловна
- Сауырбаева Жумакул Кошуаккызы
- Сахнюк Иван Иванович
- Сванидзе, Евтихий Викторович
- Свиридонов Алексей Иванович
- Свирин Юрий Миронович
- Себастьянович, Вальдемар Витольдович
- Селенене, Елеонора Степоновна
- Семёнов Василий Иванович
- Семёнов Иван Михайлович
- Семёнова, Александра Филипповна
- Семченков, Николай Никифорович
- Сенькин Иван Ильич
- Сербин Иван Дмитриевич
- Сергеева, Светлана Михайловна
- Сержантович, Стефания Стефановна
- Серка, Рээт Вяйновна
- Сиволап Анна Николаевна
- Сидоренко, Александр Васильевич
- Сидорик, Тимофей Николаевич
- Сидоров, Владимир Васильевич
- Сизенко, Евгений Иванович
- Сизов, Геннадий Фёдорович
- Сикорскис, Юозас-Антанас Стасевич
- Силкина, Людмила Яковлевна
- Сильченко Николай Кузьмич
- Синицын Иван Флегонтович
- Скачков, Семён Андреевич
- Скиба, Иван Иванович
- Скобликов, Александр Павлович
- Скрипченко, Нина Егоровна
- Скудра, Лаймонис Янович
- Скурко Евгений Иванович (Максим Танк)
- Скучка, Ирина Михайловна
- Славский Ефим Павлович
- Смалакис, Антанас Пранович
- Смирнов Геннадий Николаевич
- Смирнов, Алексей Алексеевич
- Смирнов, Алексей Сергеевич
- Смирнов, Лев Николаевич
- Смирнов, Леонид Васильевич
- Смирнов, Николай Иванович
- Смиртюков Михаил Сергеевич
- Смокотина, Нина Константиновна
- Смыкалова, Валентина Ивановна
- Снетков, Борис Васильевич
- Созонов, Виталий Константинович
- Сокол, Владимир Харитонович
- Соколов, Ефрем Евсеевич
- Соколов, Иван Захарович
- Соколов, Сергей Леонидович
- Соколова, Антонина Никитична
- Соктоев, Цыренжаб Сокшигбоевич
- Соловьёв, Павел Александрович
- Соловьёв, Юрий Филиппович
- Сологуб, Виталий Алексеевич
- Соломенцев Михаил Сергеевич
- Сонгайла Рингаудас-Бронисловас Игнович
- Сорокин, Михаил Автономович
- Сорокин Михаил Иванович
- Сорочинский, Иван Игнатьевич
- Соснов, Иван Дмитриевич
- Сотволдиева, Зухра
- Сотниченко, Виктор Александрович
- Сочнева, Валентина Владимировна
- Союнов, Хыдыр
- Спрудж, Антон Эдуардович
- Средин, Геннадий Васильевич
- Старицын, Валентин Николаевич
- Старовойтов Василий Константинович
- Стельмах Михаил Афанасьевич
- Стенина, Наталья Анатольевна
- Стенько, Григорий Терентьевич
- Степанеев, Леонид Петрович
- Степанюк, Екатерина Николаевна
- Стефанов, Валерий Васильевич
- Столяр, Пётр Ефремович
- Страутманис, Пётр Якубович
- Стрелков, Игорь Константинович
- Стрельцов, Николай Сергеевич
- Стрельченко, Иван Иванович
- Строде, Алида Антоновна
- Струев, Александр Иванович
- Стукалин Борис Иванович
- Сугако, Тамара Владимировна
- Сулейманов, Яков Магомед-Алиевич
- Султанов, Хатмулла Асылгареевич
- Султанова, Света Алыскаковна
- Сурков, Алексей Александрович
- Суслов Михаил Андреевич
- Сырлыбаев, Каналы Жаналиевич
- Сысоева, Тамара Михайловна

## Т
- Табеев Фикрят Ахмеджанович
- Таганова, Донди Одебаевна
- Тагирова, Рауза Гумаровна
- Тайчабарова, Сабиркан Сапиевна
- Талызин Николай Владимирович
- Таранов, Иван Тихонович
- Тарасов Николай Никифорович
- Таратута Василий Николаевич
- Татарчук Николай Фёдорович
- Татлиев Сулейман Байрам оглы
- Тахмасиб, Алия Мехти кызы
- Терватович, Лариса Викторовна
- Теребилов Владимир Иванович
- Терехова, Валентина Михайловна
- Тилавов, Амиркул
- Тимофеев Николай Владимирович
- Тимофеева, Айна Юльевна
- Тимофеева, Дария Дмитрьевна
- Тимочкин Владимир Иванович
- Тимошен, Григорий Гаврилович
- Тимчак, Нина Петровна
- Титаренко, Алексей Антонович
- Титов, Виталий Николаевич
- Титов, Георгий Алексеевич
- Тихонов, Николай Александрович
- Тишков, Юрий Андреевич
- Ткачёва, Татьяна Михайловна
- Ткачук, Григорий Иванович
- Тоетов, Лев Арбаевич
- Тоиров, Косым Махматкулович
- Токарев, Александр Максимович
- Токумтаев, Смагул Кусаинович
- Толкунов Лев Николаевич
- Толова, Людмила Николаевна
- Толстых, Борис Леонтьевич
- Толубко, Владимир Фёдорович
- Трапезников, Сергей Павлович
- Трафимович, Татьяна Ивановна
- Третьяк, Иван Моисеевич
- Третьяков, Пётр Иванович
- Трофимова, Татьяна Дмитриевна
- Трофимова, Татьяна Николаевна
- Трубников, Иван Ефимович
- Трунов, Михаил Петрович
- Тукаева, Мария Кузьмовна
- Тукало, Галина Петровна
- Туполев Алексей Андреевич
- Тургунова, Оптовхон
- Туркина, Елена Константиновна
- Турсунов, Хурсанд
- Тынель, Лина Григорьевна
- Тынентекьев, Анатолий Николаевич
- Тынспоег, Густав Аугустович
- Тяжельников Евгений Михайлович

## У
- Убилава, Юза Джахоевич
- Уманец, Николай Васильевич
- Умаров, Учкун
- Умаров, Хамдам
- Умарова, Маржанат Атаевна
- Умаханов Магомед-Салам Ильясович
- Усманходжаев Инамжон Бузрукович
- Устинов Дмитрий Фёдорович
- Усубалиев Турдакун Усубалиевич
- Усынина, Галина Павловна
- Уткин, Владимир Фёдорович

## Ф
- Файзиева, Анажан Мамбетовна
- Фацалов, Сергей Деонисович
- Федирко, Павел Стефанович
- Фёдоров, Алексей Семёнович
- Фёдоров, Алексей Фёдорович
- Фёдоров, Виктор Степанович
- Фёдоров, Евгений Константинович
- Федорчук Виталий Васильевич
- Федосеев, Пётр Николаевич
- Федотова, Людмила Петровна
- Ференсас, Альгирдас Антанович
- Филатов, Александр Павлович
- Финогенов Павел Васильевич
- Финогенова, Надежда Сергеевна
- Флорентьев, Леонид Яковлевич
- Фокина Людмила Ивановна
- Фомин, Павел Фёдорович
- Фомина, Екатерина Ивановна
- Фомиченко Константин Ефимович
- Фролов, Василий Семёнович

## Х
- Хабитова, Антонина Ибрагимовна
- Хайдаров, Аюб Хайдарович
- Хайдуров, Виктор Алексеевич
- Халилов Курбан Али оглы
- Халилова, Гюльяз Махмуд кызы
- Халилова, Кузигуль
- Халилова, Шукюфа Ханкиши кызы
- Халиуллина, Бибинур Акрамовна
- Хамраева, Мунаввар Баймурадовна
- Хамракулов, Мусурман
- Хансен, Эви Карловна
- Харадзе Евгений Кириллович
- Харитон Юлий Борисович
- Харламова, Ангелина Петровна
- Хаткевич, Татьяна Петровна
- Хачатрян, Ася Вартановна
- Хечоян, Рузан Гургеновна
- Химшиашвили, Жужуна Емельяновна
- Хисамутдинов Ахмеджан
- Хитров Степан Дмитриевич
- Ховрин, Николай Иванович
- Ходалова, Татьяна Геннадьевна
- Ходжиев, Рифъат
- Ходжимуратов, Акбар
- Холиков, Собир
- Холов, Махмадула
- Хомяков, Александр Александрович
- Храмцова, Антонина Алексеевна
- Хренников Тихон Николаевич
- Христораднов Юрий Николаевич
- Худайбергенов, Мадьяр
- Худайбердиев, Розыкулы
- Худайбердыев, Нармахонмади Джураевич
- Худайкулиев, Салай
- Худаярова, Товуз Вели кызы
- Хусаинов, Юрий Минивалич

## Ц
- Цвигун Семён Кузьмич
- Церклевич, Янина Дмитриевна
- Цирулев, Владимир Павлович
- Цискаришвили, Михаил Аполлонович
- Цитлидзе, Гиви Акакиевич
- Цуканов, Георгий Эммануилович
- Цура, София Васильевна
- Цыбулько, Владимир Михайлович
- Цыденов, Анатолий Николаевич

## Ч
- Чазов Евгений Иванович
- Чаковский Александр Борисович
- Чарыев, Ата
- Чащин, Григорий Васильевич
- Чебриков Виктор Михайлович
- Чекиджян, Оганес Арутюнович
- Челомей Владимир Николаевич
- Чемезова, Людмила Гаврильевна
- Черкунова, Лидия Кузьминична
- Чернавин Владимир Николаевич
- Чернева, Галина Васильевна
- Черненко Константин Устинович
- Черненко, Михаил Иванович
- Чернинов, Мунко-Жаргал Дашиевич
- Чернов, Николай Павлович
- Чернова, Лидия Николаевна
- Чёрный, Алексей Клементьевич
- Чернышёв, Евгений Фёдорович
- Черняев, Герман Маркелович
- Черский Николай Васильевич
- Чиксте, Артур Эдуардович
- Чиряев Гавриил Иосифович
- Читадзе, Пётр Николаевич
- Читанава, Нодари Амросиевич
- Чичеватов, Владимир Васильевич
- Чкония, Ламара Григорьевна
- Чокой, Георгий Степанович
- Чугай, Тамара Ивановна
- Чугунникова, Анна Дементьевна
- Чуйков, Василий Иванович
- Чуприн, Сидор Алексеевич
- Чхеидзе Реваз Давидович

## Ш
- Шабалатдзе, Цицино Николаевна
- Шабашов, Сергей Михайлович
- Шаваева, Нальжан Акашовна
- Шакенова, Кулпаш
- Шакиров, Мидхат Закирович
- Шапиро, Лев Борисович
- Шарипов, Абдусаттор
- Шарипов, Искандар Самандарович
- Шаронов, Геннадий Иванович
- Шаталов Владимир Александрович
- Шауро Василий Филимонович
- Шваров, Владимир Леонович
- Швецова, Екатерина Викторовна
- Шеварднадзе Эдуард Амвросиевич
- Шевченко Василий Тарасович
- Шейшеналиева, Манакан
- Шербутаев, Муса
- Шерстнёв, Николай Ефремович
- Шибаев, Алексей Иванович
- Шибалов, Александр Никонорович
- Шимкус, Владас Владович
- Шинкуба, Баграт Васильевич
- Широких, Станислав Яковлевич
- Ширшин, Григорий Чоодуевич
- Шитиков Алексей Павлович
- Шишкин, Николай Фёдорович
- Шкадов Иван Николаевич
- Школьная, Людмила Афанасьевна
- Школьников Алексей Михайлович
- Шниткова, Светлана Викторовна
- Шовкун, Сергей Гордеевич
- Шокин Александр Иванович
- Шолохов Михаил Александрович
- Шошиашвили, Теймураз Шотаевич
- Шукявичене, Виргиния Каролевна
- Шуленбаев Жанарбек

## Щ
- Щеглова, Валентина Ивановна
- Щёлоков Николай Анисимович
- Щербаков Валенти Петрович
- Щербакова, Татьяна Павловна
- Щербина Борис Евдокимович
- Щербицкий Владимир Васильевич
- Щеулов, Василий Петрович

## Э
- Эпов, Владимир Садеевич
- Эсамбаев Махмуд Алисултанович

## Ю
- Югансон, Николай Оттович
- Юзбашян, Мариус Арамович
- Юмагулов, Аглям Минигужевич
- Юнак, Иван Харитонович
- Юргов, Дмитрий Семёнович
- Юсупов, Джаникул
- Юсупов, Магомед Юсупович
- Юсько, Надежда Антоновна

## Я
- Язкулиев, Баллы
- Язов Дмитрий Тимофеевич
- Якименкова, Вера Афанасьевна
- Яковлев, Александр Сергеевич
- Яковлева, Валентина Николаевна
- Яковлева, Галина Петровна
- Якубинене, Марийона Антановна
- Якушевич, Зинаида Васильевна
- Янковский, Александр Алексеевич
- Янсонс, Андрис Иварович
- Янукян, Айгуш Гургеновна
- Ярец, Пётр Ефимович
- Ярковой, Иван Мефодиевич
- Ярошевич, Зинаида Петровна
- Яснов Михаил Алексеевич
- Ясюкявичене, Саломея Юозовна
- Ятимова, Ановарби
- Яцков Сергей Егорович
- Яшин, Алексей Иванович
- Яшкаева, Валентина Александровна
- Яшкин, Иван Андреевич